# Maxime Le Grelle
Pour les articles homonymes, voir Le Grelle.
Maxime Le Grelle, né 11 août 1906 à La Haye (Pays-Bas) et décédé le 14 mars 1984 à Brouage en Charente-Maritime (France), est un prêtre jésuite et écrivain belge.

## Éléments de biographie
Après ses études chez les jésuites à Katwijk, Maxime Le Grelle entame des études d’économie pour se préparer à une carrière à la Banque Joseph J. Le Grelle.
En 1928, il obtient sa licence en sciences commerciales et financières à UCL (Leuven),. Son grand-oncle le place à la Banque de Bruxelles à Liège. Il se rend rapidement compte que ce n’est pas sa voie et il débute sa vie religieuse.
Maxime Le Grelle prend la parole, la plume, les expositions et les conférences pour révéler les origines historiques et religieuses de la Nouvelle-France. Il est le correspondant en France du Comité Canadien des Fondateurs de l’Église au Canada.
Entré chez les Jésuites le 17 novembre 1930 et suivant une formation en lettres, philosophie et théologie, il est ordonné prêtre le 20 août 1939. Il est d'abord affecté à Notre-Dame-de-Lierre, puis à Troyes, et ensuite à Dijon.
Nommé en 1970 curé de Brouage, il s’installe à Hiers-Brouage. Ici est né en 1570 Samuel Champlain, fondateur de Québec.
Il restaure lui-même l’église de Brouage, et travaille au rapprochement entre la Charente-Maritime et le Québec. Il anime l'association France-Québec pendant plusieurs années.
L'ouvrage Brouage-Québec: foi de pionniers qu'il publie en 1976 relate la vie des aventuriers français du XVIIe siècle, en particulier Samuel Champlain et Pierre Dugua de Mons (originaires de Brouage). Il est couronné par le prix Montcalm en 1977 et par le prix Georges-Goyau 1978 de l'Académie française.
Il publie ensuite le livre Champlain nous voilà.
Le père Le Grelle meurt à Brouage le 14 mars 1984, d'une crise cardiaque lors de travaux dans son presbytère. Il est inhumé dans l'église de Brouage.

## Ouvrages
- Brouage-Québec: foi de pionniers, 1976 — Prix Montcalm (1977)[3] ; Prix Georges-Goyau (1978) de l'Académie française[4].